# ワイルドアームズ ザ フィフスヴァンガード
『WILD ARMS the Vth Vanguard』（ワイルドアームズ ザ フィフスヴァンガード）は、メディア・ビジョンエンタテインメントが開発、ソニー・コンピュータエンタテインメントが2006年12月14日に発売したロールプレイングゲーム。

## 概要
ワイルドアームズシリーズ6作目。テーマは「独立」。今作はシリーズの10周年目を記念した作品である。新しい試みとして、シナリオはこれまでの担当者である金子彰史ではなく、小説家の黒崎薫の原案を元に社内のスタッフがシナリオに落とし込むという形を取っており、金子はプロデューサーとして参加している。キャラクターデザインは佐々木知美。
イラストをポリゴンモデルな限り再現したいという意向から、ポリゴンモデルとして成立し、ポリゴンモデルになっても魅力を失わない絵が描けるかという点を考慮して選出された。
主題歌は新たに選ばれた水樹奈々が担当する（前作までは麻生かほ里）。作曲もなるけみちこから甲田雅人とElements Gardenの上松範康へ変更（ただし一部のイベントで過去のWAシリーズのBGMが流れる）。

## システム

### 戦闘システム
前作『ワイルドアームズ ザ フォースデトネイター』で起用された戦闘システム「HEX（Hyper Evolve X-fire sequence）バトル」システムをマイナーチェンジしたもの。
この戦闘システムは、戦闘では全7つの六角形のマス（HEX）を移動しながら戦闘を行う。行動の順番は一人ずつ行われていく方式で、反応（いわゆる素早さ）が高いキャラクターから味方敵問わず順番に行動することになる。1ターンで行える行動は、「アタック／ショット」「移動／ガード（リロード）」「アイテム」「オリジナル」「フォース」。行動対象はHEX単位となっており、例えば敵が２体いるHEXに「アタック」を行えばそのHEXにいる敵全体にダメージを与えられる。HEXには地・水・火・風の各属性の恩恵を得られる「レイポイント」となっているものもある。
前作と違い、「移動」を行った際は続けて移動以外のコマンドを選択できるようになった。ボス戦ではHEX配置が六角形にならず、変則的な配置になることもある。ただし、どの配置においてもHEXの数は7まで固定されている。また、使用できるオリジナルやフォースは装備した「ミーディアム」によって決まるため、キャラクター固有の要素が少なくなっている。

## ストーリー
物語の舞台は惑星ファルガイア。12000年前、文明は栄華を極めていたが、現在は文明も荒れ果てその痕跡を知る手段は各地に点在する遺跡か発掘されたロストテクノロジーの遺産「ゴーレム」しか残されていない。世界はベルーニ族に支配され、人間はベルーニ族に強制労働などを強いられる者も少なくない。
そんな時代背景とは全く無縁な、カポブロンコの里で暮らすゴーレムが大好きな少年ディーンは、愛用のシャベル「ブラックフェンリル」を持って、今日も里から南にある遺跡「夢の遺址」にゴーレムパーツを掘り起こしに出かける。

## キャラクター

### プレイヤーキャラクター
ベルーニ族の支配に抗う者たち。当初はいずれもが心に悩み・弱さを抱えていたが、ディーンの「諦めなければなんだってできる」という思いと行動力により克服していく。
またベルーニ族に抗う彼らを世界中の人々は侮蔑や嘲笑を向けていたが、支配階級を覆す思いと強さを見せ付けていくたびに考えを改め、終盤では完全に彼らを応援するようになる。
メインキャラ女性陣の名前は全て同名の歌手がいるが、名前の由来には関係せず、偶然であるとプロデュースに専念した金子が携帯サイトで語っている。ディーンも同名の歌手がいるが、名前の由来は他にきちんとあるとのこと。プロフィールは公式設定資料集から。
ディーン・スターク (Dean Stark)
声 - 下野紘
【性別：男 / 年齢：16歳 / 身長：160cm / 武器：ツインフェンリル / 好き&得意：ゴーレムのねじ、ナイトバーンのプロマイド、アヴリルからもらったARM / 嫌い&苦手：細かい作業/クラス：リーディングシューター】
本作の主人公。カポブロンコの里出身。古代文明の遺産である機械仕掛けのロボット（＝ゴーレム）を追い求める「ゴーレムハンター」を目指す少年。辺境で育ったために外の世界に憧れており、いつかゴーレムを求めて荒野を駆け巡りたいと思っている。宝物は幼い頃に見つけたゴーレムのネジとナイトバーンのブロマイド。
その繋がりでゴーレムハンターであるナイトバーンを尊敬し憧れていたが、後に彼の悪事を知り決別。一度は模擬戦でナイトバーンに敗れたディーンだが、仲間たちとの冒険を通じて大きく成長を果たし、ナイトバーンとの決着の際は殆ど互角に渡り合った。その強さと思いはナイトバーンを改心させ、後に彼の後継者として人々に知れ渡っていく。
使用武器は初期装備がショベル、後にアヴリルより託された二挺拳銃型のARMを使用する。まるでディーンのために誂えられたかのように手にしっくりと馴染む。普段はグリップの底から突き出るブレード状の弾倉をトンファーのように用いて戦い、様々なカートリッジを装着することが可能。スピーディな攻撃方法を得意とする。
隠し衣装の中には『2』のナイトブレイザーの姿に変わるものがあり、その状態で戦闘するとBGMが変わる。
日々ゴーレムパーツの発掘に精を出しており、愛用のショベルやつるはしに名前を付ける変な癖がある。現在の愛用シャベルは「ブラックフェンリル」という名前。 恋愛事や人の機微にとても鈍いが、男女問わず他人の涙を見ると放っておけないタチで、アヴリルのことを何かと気に掛けている理由は「初めて出逢った時に彼女の目から涙がこぼれていたから」である。
当初は物を知らない夢見がちで無鉄砲な少年だが、「ジョニー・アップルシード」を捜す旅の中で様々な人々との出会いと世界の歪みを経験し、大きく逞しく成長していく。古代文明時代にリリティアが著した書に「二丁拳銃を携えた英雄」として名前が記されているが、その理由はエンディングで明らかとなる。
固有スキルによってクリティカル時のダメージ上昇率が大きく、また専用の衣装は「ナインライヴス」含めステータス補正が高いものが多いため、攻撃面ではトップを走る。ファイネストアーツは動きを止めてからの連射、そして突っ込んでの斬撃、というナイトバーンの「デュアルインパルス」を彷彿とさせるモーション。歴代キャラの衣装はジェット、ティム、ナイトブレイザー。
事件解決後はカポブロンコに戻り、贖罪の旅に出たヴォルスングの帰還を待っている。
名前の由来である「Dienstag（ディーンスターク）」はドイツ語で「火曜日」を意味する。開発の打ち合わせがいつも火曜日だったことに因んでいるらしい。
レベッカ・ストライサンド (Rebecca Streisand)
声 - 水樹奈々
【性別：女 / 年齢：16歳 / 身長：152cm / 武器：シークエンスピチカート / 好き&得意：サーカス（特に曲撃ち） / 嫌い&苦手：ヘビのようにクネクネしたもの、お化け/クラス：アクロバットガンナー】
曲撃ちが得意でサーカスのスターを夢見ている少女。お化けとヘビのようにくねくねしたものが苦手。ディーンの幼馴染で、彼に恋心を抱いているものの素直になれず、いつも喧嘩ばかりしている。察しがよく気の利く性格のため、癖のあるパーティメンバーの良心。困っている人を見逃せない正義感を持つものの、物事を判断する冷静さが過ぎて即行動に移せない事がある。
使用するのは、代々里に伝わるリボルバー型のARM。これはもともとディーンが受け取る筈のARMだったが、彼女の夢を知っていたディーンはレベッカにこのARMを譲り渡した。
里を旅立ってからは、時々彼女の視点からのモノローグ（日記）が入る。当初はアヴリルのためにディーンとの関係が壊れるのではないかとの不安と彼女への嫉妬が目立つが、徐々にアヴリルとの絆を深め親友となっていく。しかしその聡い部分のため、彼女の背負った「運命」と「覚悟」を先んじて察してしまうことに。
固有スキル「連続攻撃」により、運次第ではあるが通常攻撃を一行動で連発することが可能。また行動順番の回りが早いため、サブアタッカー・アイテム要員など、補助的な役割で活躍する。HPと守備力は低め。ファイネストアーツは連続蹴りからの連射、というペルセフォネの「ガトリング」のような動きを見せる。歴代キャラの衣装はユウリィ、カノン。ウェスタン調の衣装を着ており、普段はブーツで見えないが白い靴下を着用している。
アヴリル・ヴァン・フルール (Avril Vent Fleur)
声 - 伊藤静
【性別：女 / 年齢：20歳前後? / 身長：163cm / 武器：アブソリュートゼロ / 好き&得意：宝物を見つけることがマイブーム / 嫌い&苦手：暗いところ/クラス：セレスチャル】
ゴーレムの左腕に守られて空から落ちてきた謎の女性。記憶を失っており、「ジョニー・アップルシード」という言葉と自分の名前しか覚えていない。年齢は外見から20歳前後であると推測される。記憶が無いためひらがなで喋り、子犬のようにディーンの後ろをついて回る。しかし、彼女の発する何気ない一言には妙に深みがあり、人の心理を見透かすことにも長けている。また、戦闘中は記憶喪失前の名残と思われる攻撃的な言動が目立つ。
使用するのは、護身用に持っていた片手剣型のARM。刃を収納することで鞭状のARMにもなる。
「ジョニー・アップルシード」を捜すため旅立ってからは、時折ディーンを導くような発言をすることがある。また、古代の技術になぜか精通しており、時折シビアな価値観を覗かせる神秘的な面を見せる。旅を続ける中でディーンはアヴリルに徐々に惹かれていき、またアヴリルもディーンへの好意を隠さないためにレベッカは大いに焦る事となるが、やがてレベッカとは良きライバル兼親友となっていく。
終盤で明らかとなったその正体は、かつてベルーニ族強硬派の指導者だった「氷の女王（リリティア）」本人。即ち「ジョニー・アップルシード」である。心の奥に潜んでいた本来の人格との対峙・対話を経て記憶を回復し、ヴォルスングを止めるため仲間とともに奔走することになる。決戦直後、ディーンに想いを改めて告げ、TFシステムを止めるべく塔を逆走。最上階でシステムを停止させたが、戻ってきた時には記憶がなくなっており、「アヴリルからディーンへ」の手紙を持っていた。
実は、かつてリリティアが方針を転換したのは、決戦後にアヴリルがシステムを停止させた際、12000年前のリリティアと精神干渉を起こして人格・記憶がそっくり入れ替わってしまったのが原因。更にその影響により再び記憶喪失となってしまい、そのため戻ってきたアヴリルは指導者としての記憶を持たない「リリティア」であり、パーティメンバーのアヴリルは12000年前の世界で「氷の女王」として、「これから記憶を失った自分が体験する、ディーン達との旅」に備えてミーディアムを初めとする準備を整えていた。そのため、彼女にとっては12000年のスパンで同じ体験を幾度となく繰り返していることになるのだが、本編で起きたヨトゥンヘイムの起動は今まで起こらなかったらしい。
ステータスとしては完全な術戦傾向なのだが、ARMの強化率は物理攻撃の方が優れている。ファイネストアーツは鞭に変形させたARMでの乱打。歴代キャラの衣装はセシリア、アナスタシア。
なお、フランス語で「アヴリル」は4月、「ヴァン」は風、「フルール」は花を意味する。
グレッグ・ラッセルバーグ (Greg Russellberg)
声 - 志村知幸
【性別：男 / 年齢：34歳 / 身長：178cm / 武器：ブラックシェイプ / 好き&得意：ノーコメント / 嫌い&苦手：馴れ合いの会話/クラス：パセティックリヴェンジャー】
酒造郷ゴウノン出身の元酒造士。世間ではゴーレムクラッシャー・グレッグの異名を持つ一匹狼。ゴーレムを発見しては、片っ端から爆弾で破壊するという噂で、ゴーレムハンターギルドから指名手配を受けて賞金を掛けられている。ちなみに、彼に掛かっている賞金額は現在最高額の15万ギャラ。ベルーニ族四天王の1人、カルティケヤに妻子を目の前で殺された過去をもち、その罪をなすりつけられているためゴウノンの街人や義父のジョセフとは不仲。
使用しているショットガン型のARMは、妻子を殺したカルティケヤが置いていったもので、柄の部分を引き抜くと剣状のARMになる。
最初はディーンとゴーレムに対する価値観の相違で対立していたが、彼に感化されて打ち解けてからは、パーティメンバーを見守り時に助言する兄貴分として、常に優しく背中を守る役目に。特にディーンには息子のテッドを重ねており、時に厳しく彼をサポートする。復讐に凝り固まり止まっていたグレッグの時間が、ディーン達と旅をする事で動き出していく。次第に彼らを仲間として認識していき、今までしてきた自分の行いが「バカなことだった」を受け入れた。
指名手配されているほどのゴーレムクラッシャーではあるが、＜天路歴程＞号に搭載されていたアースガルズを見て、実は密かにゴーレム好きなのが発覚する。しかし、大人のプライドが勝って興味がないフリをしていた。
TFシステム停止作戦においてついに仇敵・カルティケヤを撃破するが、当人は「復讐などはもう通過点であり、カルティケヤに拘ることに意味はない」と精神的な成長を見せる。あえてカルティケヤを殺さず「お前はもう俺に勝つことは出来ない」と言い捨て、今度は逆に彼を狩られる側に回して絶望を味わわせ、結果的にカルティケヤを自殺に追いやった。
ステータスは完全な物理攻撃型で耐久力もパーティ1だが、ARMの改造効率は術攻撃の方が上でアヴリルと正反対の性能。そのためイメージとは裏腹に魔法攻撃が強力。ファイネストアーツは旧作の「早撃ち」を思わせるビームソードでの抜き打ち連続斬り。歴代キャラの衣装はギャロウズ、ザック。
小説版ではディーンたちを撤退させてから密かにカルティケヤと一騎討ちを演じて勝利している。レベッカ視点で語られるため戦闘シーンはカットされている。
キャロル・アンダーソン (Carol Anderson)
声 - 谷井あすか
【性別：女 / 年齢：12歳 / 身長：135cm / 武器：ミラクルアコーディオン / 好き&得意：知識を得ること、機械の操作 / 嫌い&苦手：探しているパートナー以外のヒトの存在、道に落ちているバナナの皮/クラス：ティミッドジーニアス】
出会いは「酒造郷ゴウノン」の近くにあるほこら。迷子の連れを捜していて、自分が迷子になってしまったらしい。見た目は子供だが、大人も驚くほどの知識を持つ。その一方で何もない所で豪快に転ぶといったドジな一面も併せ持っている。また控えめな性格なため、仲間たちからよく可愛がられている。
使用するARMは、教授の手によりキャロル専用にカスタマイズされた戦闘鞄。教授の愛がタップリ注がれている。またこの鞄には、後に教授によって密かに通信機構が搭載されることになる。
実は両親の虐待から逃れ、教授に拾われた過去があるため、人に嫌われることを極端に恐れ、強く他者に依存する傾向がある。今の知識も、教授に捨てられないために必死で勉強した結果。しかし、ディーン達との旅を通じて人に依存しない勇気を持つようになり、やがて教授から自立していく。ディーンを兄のように慕っているが、アヴリルの存在で余裕の無いレベッカは、キャロルにまで無用な気を揉む事になる。
術戦向きのステータスだが、ARMの性能と固有スキル「任意攻撃」によるポジションフリーの立ち回りにより、物理アタッカーとしてもそこそこ活躍できる万能型。反面耐久力はパーティ中最低。ファイネストアーツはビットを展開しての直上射撃。歴代キャラの衣装はヴァージニア、リルカ。
チャック・プレストン (Chuck Preston)
声 - 花輪英司
【性別：男 / 年齢：19歳 / 身長：168cm / 武器：L23型パイルバンカー / 好き&得意：世界中を飛び回ること、ゴーレムハンターとして任務に責任を持つこと / 嫌い&苦手：ヒトと深く付き合うこと/クラス：ゴーレムハンター】
19歳。鉱山町ミラパルスで出会う。14歳時、父親が働くゴーレム採掘場まで単身出かけ潜入したとき、落盤事故に巻き込まれ、目前で父親を亡くす。そのトラウマで暗所が苦手であり、その後立て続けに母親と親友をうしない、自分は疫病神であると思い込み、故郷の村を出た。
ディーンが憧れる「ゴーレムハンター（ただし、見習い）」で、ゴーレムクラッシャー・グレッグを追ってミラパルスにやってきていた。キザで二枚目でナルシストのカッコつけだが、押しに弱く臆病な面を持ち合わせているため、ヘタレの印象が拭えない。だがナルシーなカッコつけは、他人と疫病神である自分との距離を保つためのポーズにすぎず、義理堅く努力家で自己を過小評価気味でさえある。
ディーンにとって、初めて出会った同年代の同性であり、あこがれのゴーレムハンター（見習い）であったこともあり、特別な思い入れのある友人となっているが、前述の理由により好感を持つ相手に対してほど、チャックは引いてしまうため、関わりは断続的なものとなる。
設定では、場の空気が読めず「その場の空気を瞬時に凍らせる口撃」という強烈な必殺技を持つはずだったが、実際にはディーンの方がよっぽどである。
使用するARMは、性能は高いが扱いが難しいパイルバンカー。ベルーニから一律支給されるものではなく、ハンター見習いになったときに再取得したもの。過去の弱い自分と決別したいがために、難度の高いARMをあえて選んだ。
周りの人間が尽く不幸になるのを、全て自分のせいだと思い込み自虐的になっている。しかし、絶対に諦めず突き進むディーンの姿に感化され、幼馴染のルシルを巡る出来事を通じて本当の意味で強い男へと成長していく。最後はルシルの事を考え身を退く。
フォーカード最強であるファリドゥーンとはルシルを巡る戦いで一度は敗北するが、再戦の際には迷いを捨てて前へ進むことを選んだチャックと迷いを抱いたまま言いなりになっているファリドゥーンでは結果は見えており、チャックの勝利に終わる。「本来のキミなら僕なんかでは敵わないんだ」と何度も口にしていたが、フォーカードを最強を一騎討ちで下したのは間違いなくチャックの実力であった。
耐久力に優れた物理アタッカーで、固有スキルによりHPが減るほど攻撃力が上がる。ファイネストアーツは動きを止めてからのバンカー変則連射。歴代キャラの衣装はアルノー、マクダレン。

### ベルーニ族強硬派
ヴォルスングが最高司令になってから急速に拡大した敵対勢力。原住生物のすべてを犠牲にしてでもベルーニ族を拒絶するファルガイアの改造を果たそうとしている。物語冒頭で穏健派を破りベルーニ族を掌握するも、急拡大した故の歪みが生じている。作中では全員に専用の戦闘曲が存在し、タイトルは各人のフルネームがそのまま使われている。
ヴォルスング (Volsung)
声 - 東地宏樹
【性別：男 / 年齢：23歳 / 身長：180cm / 武器：魔槍グラムザンバー / 好き&得意：綱紀粛正、相手の真意を探ること、桜餅 / 嫌い&苦手：綺麗事】
23歳。トゥエールピット出身と思われる。ベルーニ族の父と人間族の母の間に生まれたハーフであり、両種族の希望となるはずだった青年。ベルーニ族強硬派の現最高司令。一人称「我」。権謀術数に長け、四天王がまとめてかかっても勝てないほどの力を持つ。だが、血も涙もない作戦を幾度も立案し、同族からすら恐れられている。四天王を従え、ディーン達の前に立ちはだかる壁となる。物語序盤で穏健派一派の大粛清を行い、実権を完全に掌握した。「母殺し（マザーことロクス・ソルス艦橋の制圧）」「グラムザンバー使い」「別の存在に取りつかれて正気を失う」「グラムザンバーを呼び寄せて背後から敵を貫く」「ファルガイアを改造しようとする」など、「1」「3」「F」のジークフリードのオマージュに当たる。
普段何を考えているのか解らないことと、全てを焼き尽くすかの様なゾッとする眼差しのため、ファリドゥーンを除く他の四天王からはあまり信頼されていない。だが、ヴォルスングにとってもそれは同じ事で、彼にとっては強硬派も四天王も信頼する仲間ではなく、あくまで己の目的達成のための道具に過ぎない。武器であるARM、魔槍「GRAM ZAMBER」は槍というよりもグリップのない大剣といった外見で、構え方は「F」のジークフリードと同じ。
実はベルーニ族と人間の壁を壊そうと試み挫折した者達の「怨念」に取り憑かれており、最後の戦いでは怨念によって自我を奪われ、醜い怪物と融合した形態でディーン達と対峙する。現在の性格は「怨念」の影響によるものであり、本来は心優しく誠実な性格である。必殺技は投げ上げたグラムザンバーを敵目掛けて蹴り落とす「グラムザンバー・ネメシス」。固定ダメージ10000を叩き出すため、喰らうと確実に戦闘不能になる。ちなみにこの技を放ったあとグラムザンバーが単体のキャラクター扱いで出現し、破壊することも可能。
憑依される前は渡り鳥として各地を旅しており、その中でミッシーズミアを拠点としていた。そのため、同地の子供達の話の中に「ベルーニ族の渡り鳥のお兄ちゃん」として出てくる。フルネームは「ヴォルスング XERD-3133」。この名は『4』におけるARMの形式番号と同じ。（この理由は、ヴォルスングも『4』におけるARMと同じく惑星環境の改造を担う役割の存在だからである）
強硬派の中では最年少。決戦後は怨念に自らの手でトドメを刺し、事件解決の後に贖罪の旅に出た。
ヨトゥンヘイム操縦時にはこれまでの冷徹さを崩した、テンションの高い台詞を言い放つ。
怨念
ベルーニ族と人間の壁を壊そうと試み挫折した者達の成れの果て。すでに「壁を壊すこと」を諦めており、人間もベルーニも抹殺して両種族そのものを亡き者にしようとしている。本作における真の黒幕というべき存在。
人間とベルーニの間に生まれ、どちらの種族からも迫害されていた幼少時のヴォルスングに憑依し、力を与えた。
そして月日は流れ、ヴォルスングと怨念は強硬派を結成し、行動に移したのであった。
最終決戦では、ヴォルスングの人格は生きており、怨念とヴォルスング、二つの意志が混ざりあった状態であることが明かされる。その証明というべきか変身形態である「レギオ・ヴォルスング」では醜い怪物の上部にヴォルスングの上半身が突き出た姿となっている。
強大な力を振るおうとも「諦めてしまった者たち」に過ぎず、ディーンたちの「諦めない思い」の前にレギオ・ヴォルスングは破れ、怨念も宿主の肉体から霧散する。しかしまだ滅びてはおらず、ディーンの背後から襲い掛かるもヴォルスングのグラムザンバーによって両断され、今度こそ完全に消滅した。それはヴォルスングが己の非を認めた現われでもあった。
レギオ・ヴォルスング
本作の最終ボス。怨念の力を解放させ変異したヴォルスングの変身形態。醜い怪物の上部からヴォルスングの上半身が突き出た姿となっており、攻撃そのものは怪物部分から行われる。

#### 四天王（フォーカード）
強硬派の最高幹部で、各々が優れた戦士。人間ではとても対抗できないような超人的な実力を持つ。ヴォルスングに従い惑星改造計画を進める。だが、内情はかなりバラバラで、内心では穏健派寄りの者、変節した者、己に迷いを持つ者など、一枚岩とはとても言えない。それぞれパーティーキャラクターと一騎討ちを行うという、シリーズでは珍しい演出が用意されている。アヴリル、ディーンを除いたパーティーキャラクターの4人はそれぞれ四天王と因縁がある。
ファリドゥーン (Fariedone)
声 - 山野井仁
【性別：男 / 年齢：24歳 / 身長：179cm / 武器：機械剣ガンナーズヘヴン / 好き&得意：統制の取れた組織、ジグソーパズル / 嫌い&苦手：気まぐれな者、若い女性（嫌いというより苦手）】
四天王のリーダーで「フォーカード最強」の名を冠する青年。トゥエールピット出身でヴォルスングの幼馴染。四天王の中で唯一、ヴォルスングに対して忠誠を誓っている。軍人の名門RYGS家の嫡男。非常に真面目で実直な性格であり、人間に対しても公平に接するため、人間・ベルーニ族双方からの信頼が厚い。真面目過ぎて融通が利かないためか、女性の扱いに疎い部分も。彼のARM、機械剣「GUNNERS HEAVEN」は真の力を発揮するとビームサーベルのような形状になる。戦闘時はフルフェイスのマスクを装着し忍者のような戦闘スタイルを採る。
ヴォルスングと幼馴染ではあるが、主従の立場を堅持し過ぎたあまり、ヴォルスングにとっての友と呼べる存在になりえなかった。その事も含め、己の職務に忠実過ぎるがゆえに、本当に守るべきものや大切なものを見失ってしまっている。必殺技はガンナーズヘヴンを展開し、神速で切り刻む「レイザーシルエット」とデトネイションモードを起動する「レッドゾーン」。「F」のザックのオマージュに当たる。作中のイベントでは展開したARMを構えて矢の如く突撃する「奥義」を放っているが、実際の戦闘では使ってこない。ただしレイザーシルエットも超高速で接近し展開したARMで連続切りを行う業のため、奥義＝レイザーシルエットの可能性もある。バーソロミューとの一騎討ちでは奥義を放った直後にガードされ、頭突きで破られている。
チャックの幼馴染であるルシルとは互いに恋仲となるが、ヴォルスングを裏切ることができず人間の女性を愛しながら人間を排除する計画に加担することとなる。一度は圧倒的な実力差でチャックを破るも、終盤の再戦では逆に圧倒されてしまう。迷いを抱いたままでは、真っ直ぐ進むことを決めたチャックには遠く及ばず敗北。敗北した後は己の思いに素直になり、愛するもののためにヴォルスングに反旗を翻しディーンたちの後方支援を担った。
後に人間族であるルシルと想い合う仲になり、強硬派である自分の立場に苦悩することになる。更に自分が勧めたロクス・ソルス帰還がダイアナを死に至らしめた結果になったため、チャックと同じく「自分が大切にしている者は、全て自分のもとから去って行ってしまう」という自責の念に囚われてしまう。だが、自分を慕うルシルの言葉と、チャックとの一騎討ちに敗れ彼に諭された事により、自らの心に忠実に生きるということの大切さに気付く。フルネームは「ファリドゥーン RYGS-5103」。名前の由来はゾロアスター教における英雄「ファリードゥーン」から。
ペルセフォネ (Persephone)
声 - 甲斐田裕子
【性別：女 / 年齢：25歳 / 身長：172cm / 武器：名称不明（拳銃タイプ） / 好き&得意：情報操作、料理（特に辛いモノ系） / 嫌い&苦手：時間にルーズなヒト】
四天王の紅一点で、グラマラスな美女。通常はライラベルのテレビ局に詰めている。本来は穏健派寄りの思想なのだが、姉をファルガイアからの拒絶の影響で失った事がきっかけになり、星の一部として何もせずとも普通に生きていける人間族を憎むようになってしまった。
普段は冷静だが情熱的な面も持っており、人間族を憎みながらも人間であるナイトバーンに想いを寄せている。
最期の戦いではナイトバーンを殺したと思っていた（ディーンたちを憎んでいたが、ディーンからナイトバーンは死んでいないと真っ向から言い返され、敗北した後は彼の生存を信じてヴォルスングから離反する。
拳銃型のARMと蹴り技が主体の戦闘スタイルで、レベッカの戦い方と似ている部分がある。レベッカとの一騎討ちにて、初見の際には自分が圧倒していたはずが、二度目の戦いでは互角以上の戦いを強いられてしまう。その際「人間で私に勝てるのはナイトバーンしかいない！」と豪語するが、レベッカから自らの想いの揺らぎを指摘され、敗北と同時に自分の想いに素直になることを誓う。必殺技は華麗なステップと共にARMを連射する「ガトリング」と物理・魔法を反射する「ミラーウォール」「ミラーコート」。ヴォルスングによる各地へのゴーレム侵攻に際し、ハニースデイの救援に現れたナイトバーンの援護に駆け付けている。フルネームは「ペルセフォネ IPCC-3927」。名前の由来はギリシャ神話における同名の豊饒の女神から。
カルティケヤ (Kartikeya)
声 - 青山穣
【性別：男 / 年齢：29歳 / 身長：207cm / 武器：ブラックシェイプ→名称不明（ショットガンタイプ） / 好き&得意：破壊活動、タイマンで挑んでくるヤツ / 嫌い&苦手：命令されること・小難しいこと】
四天王の一人で、彼だけが唯一純粋な強硬派と言える存在。ライラベル出身と思われる。武器はゴーレムの技術を利用した「改造左腕（リモデリングアーム）」と、ショットガンタイプのARM。元々は同タイプの「ブラックシェイプ」を使用していた。これはゴウノンでの事件の際、グレッグに対して「復讐を手伝ってやる」と言い放って渡し、以後は彼の武器となっている。改造左腕の性能は高く、過去グレッグと対峙した際は「ブラックシェイプ」の銃弾を次と次と受け止めたりしているが、本人の力量はそれ以上に高い。至近距離で撃たれた銃弾を歯で止める、空中戦艦を爆破しながら無傷で生還するなど凄まじい実力を誇る。
「ヒャハハハハ」や「アハハハハ！」という甲高い笑い声が特徴。凶暴かつ狂人であり、人間を「原人」と呼び、種族を問わずに虐殺を楽しむ。作中では「下等な原人を殺すのが大好きだ。この上なく面白い」「弱いものをイジメるのは楽しい」発言しており、グレッグの妻子も改造左腕の稼動テストの為だけに殺害した。グレッグの息子・テッドと妻・メリーを手にかけた後、グレッグにARMを投げ渡して格の違いを見せつけ、立ち去った。この際、グレッグは渡されたARMをカルティケヤに向けて連射したため硝煙が残り、無実の証を自ら潰してしまったために疑われることとなる。
序盤でヴォルスングの命に従い穏健派を襲撃した際、「オレを殺せるのはオレとヤツ（ヴォルスング）だけだ」と言い放って航行中の船を爆破し、無傷で生還するという離れ業をやってのけている。
実力で四天王に上り詰めたが、幹部らしい所は全く無く、自分が唯一敗北し、恐怖を抱いた相手であるヴォルスングの「命令」に対してしか従わない。必殺技はゴーレムアームからの連射「ロックオン」「ロックオン・デス」。その他土属性の攻撃を多用する。後者は読んで字のごとく即死効果を持つ上に、グレッグとの一騎討ち時に使用するため対策をしていないと即座にゲームオーバーとなる。ファリドゥーンと同じくロディのオマージュにあたる。
再びグレッグと対峙した際は圧倒的な実力差で彼をねじ伏せ、立ちはだかったディーンも一撃で殴り倒し、名前を名乗り立ち去って行った。終盤の戦いでは大幅に強くなったグレッグとの一騎討ちに敗れた後、「復讐」を遂げさせない事で彼をより苦しめようと自害する。だが、ディーン達との旅で自分の生き方を見つめ直したグレッグに、「復讐」はもはや単なる通過点に過ぎないと宣告され、驚愕しながら惨めな最期を迎える。
「オレを殺せるのはオレとヤツ（ヴォルスング）だけだ」と言い放ったように、自らの手で自身の命まで奪うこととなった。その際にグレッグからは「お前はオレの妻子を殺したのかもしれないが、お前はオレに殺される価値もない」と言い放たれた。本作の敵サイドでは唯一の死者である。
フルネームは「カルティケヤ ASGX-7135」。ライラベルに友人と思しきベルーニ兵がいる。名前の元ネタはインド神話の戦いの神「カルティケーヤ」から。
エルヴィス (Elviss)
声 - 郷里大輔
【性別：男 / 年齢：?歳 / 身長：222cm / 武器：タオル、拳 / 好き&得意：キャロル、プロテイン、小動物 / 嫌い&苦手：推理小説（最後の最後まで犯人が分からない）】
通称「教授」。四天王の一人。ファルガイア学の権威で、非常に優れた知性と筋骨隆々の肉体、トンガリ髭が特徴のおじさん。ベルーニ族ながら、人間であるキャロルの育ての親でもある。かつては典型的な強硬派思想だったが、キャロルを育てるうちに穏健派的な思想に変わっていく。当然ながら、ヴォルスングとは全く考えが合わない。非常にアクが強く、時々子供のような口調で我が侭を言ったり、研究に没頭すると周りが全く見えなくなるなど困った人物。一人称は「ワシ」だが、キャロル絡みになったり駄々をこねたりするとたまに「ボク」になる。ARMを一切用いず拳闘のみで戦い、岩盤も持ち上げる怪力を武器とする。序盤ではミラパリスから研究のため「デ・ソトの鏡」を勝手に持ち出しており、これがためにチャックは大災難に合う羽目となった（持ち出しの許可を得ようとしていたが、できなかったため無断で持ち出すことになった）。
キャロルに対して惜しみない愛情を注いでおり、その様子はまさに娘を溺愛する父親といったもの。キャロルが教授に依存しているように、教授もキャロルに依存している部分がある。思想が変わった今では、強硬派の者達よりも中立の研究者集団「バスカー」と共に居る事が多く、遺跡めぐりをしながら両種族共存の上でファルガイアを救う方法を探求している。そのためキャロルからは穏健派だと思われていた。必殺技は受けたダメージをそのまま攻撃に換算する「バリアントアタック」とデトネイションモードを発動する「ルーセンタオル」。
お互いが依存関係にあることを良くないと感じ始めたキャロルの芝居により、彼女とディーンとのお付き合いを賭けた一騎討ちをすることになってしまう。一騎討ちに敗れた後、互いに一度「独立」しようと提案され、子離れを決意する。だが、結局キャロルといつでも話が出来るように「ミラクルアコーディオン」に通信機能を付けるなど、子離れが成功したかどうかはかなり微妙。ちなみに着信音は2ndのテーマソング「どんなときでも、ひとりじゃない」のアレンジ。なお、序盤でディーンと一悶着起こしてしまうが、後半ではキャロルの芝居を真に受けたこともあって彼を甚く気に入ったらしく、自分を義父さんと呼ぶように言っている。
フルネームは「エルヴィス PARB-3106」。フォーカードの中では最初に戦う相手であり、ARMに頼らず己の肉体を武器として戦うという変わった戦法を用いる。

#### その他
ナイトバーン・アックランド (Nightburn Ackland)
声 - 乃村健次
【性別：男 / 年齢：42歳 / 身長：173cm / 武器：名称不明 / 好き&得意：武器収集、勝負事・賭け / 嫌い&苦手：豆腐等、柔らかい食べ物】
人間族。葉巻にヒゲが特徴のダンディな男。すべてのゴーレムハンターの憧れや目標となっている人気・実力ナンバーワンのA級ゴーレムハンターにして、ハンターギルドの長。
実際は、ベルーニ族がゴーレム採掘の労働力を確保するために取り立てた虚構の英雄で、本人もベルーニ族の恋人をとある理由で失ってからは人間族を憎むようになっている。しかしその実力は本物であり、ビームサーベルを備えた軽機関銃型ARMを操りベルーニ族の戦士にも負けない程の力を有している。今でこそベルーニの手先に成り下がっているが、かつては種族の壁を越えようという理想を抱いていた。だが、恋人を失った今ではその気概も失せ果ててしまっている。初対面時はディーンとの一騎討ちで圧倒したが、後に成長したディーンとの再戦では殆ど互角の戦いとなった。ディーンの決意と覚悟を前にかつての自分を取り戻し、かつて抱いた理想をハンターライセンスと共にディーンに託し、自らの後継者に指名する。しかしポンポコ山の崩落からディーンを庇い、以後は行方不明となってしまう。
その後の生死は不明だったが、最終決戦にて、ヴォルスングがゴーレムによる人類抹殺を開始した際、ハニースデイに突如出現。今まで自分が苦しめていた村人たちの窮地を救う。落盤に巻き込まれたせいで体に後遺症が残ってしまったが、それでもゴーレムのムスッペルを圧倒する実力を見せた。必殺技は連射から斬撃に繋ぐ「デュアルインパルス」。
デュオグラマトン (Dyogrammaton)
声 - 高瀬右光
【性別：男 / 年齢：30歳 / 好き&得意：リバーシブルな服（裏表が無いから）、ネコ（気まぐれだけど自分に正直な所） / 嫌い&苦手：やらせ、リバーシ】
ベルーニ族。男ながら女性のような口調と化粧をしている、いわゆるオネエ系キャラ。テレビ局に勤め、「真実」のみを報道する事をポリシーとし、そのためなら上からの圧力さえも跳ね除けることを辞さない。ベルーニ族にとって不利になる情報でもお構いなしに報道しようとするため、ヴォルスング達からは能力は高いが扱いにくい男と見做されている。真実の探求者であるため、虚構の塊と化したナイトバーンとは険悪な仲。だが、根本の部分ではお互い認め合っており、彼が行方不明になった後も最後まで生存を信じ捜し続けた。
ディーン達に興味を持ち、ジャーナリストとして彼らを追い続ける。その事で、世界中にディーン達の存在と行動が知れ渡ることになる。ナイトバーン曰く「戦闘は苦手」らしい。
ヨトゥンヘイム (Jotunheim)
TFシステムと並ぶもう一つの強硬派の切り札である巨大ゴーレム。12000年間誰も起動に成功した者が居なかったが、ヴォルスングの手によりついに起動し、彼のゴーレムとしてその呼びかけに答えて戦う。ダークネスティアのエネルギーを注ぎ込まれて可動しており、凄まじいまでの力を持つ。主武装はそのエネルギーを放出するキャノン砲「ダークネスティア」。
また、肩アーマー内に二挺拳銃のARMを格納しており、両掌からバリアを形成する事が出来る。ディーンの想いに呼応するように駆けつけたアースガルズと一騎打ちを演じた末、勝利したかに思われたがディーンたちを攻撃しようとした一瞬の隙をつかれアースガルズの一撃の前に稼働を停止した。その後、ディーンたちは内部にてヴォルスングと決着をつけることとなる。

### ベルーニ族穏健派
両種族共存を掲げ、弱ったファルガイアを救うために今の科学文明を捨てることをも考えている派閥。ヴォルスング率いる強硬派の起こしたクーデターにより、大幅に勢力を弱めている。
バーソロミュー (Bartholomew)
声 - 宝亀克寿
【性別：男 / 年齢：146歳（人間換算で50歳位） / 身長：183cm / 好き&得意：派手に決める事、大暴れできる環境、ヒトを驚かすこと / 嫌い&苦手：最近の流行りの歌】
通称「艦長」。穏健派代表にして、宇宙船＜天路歴程（ピルグリム・プログレス）＞号の艦長。ベルーニ族の中でもトップクラスの実力と強靭な肉体を持つが、星に拒絶されてしまった今では船から降りて生活する事は出来なくなっている。イベントシーンではその実力を遺憾なく発揮し、＜天路歴程＞号から飛び降りて、走行しているアースガルズの上に着地したり、ゴーレムのエネルギー砲を素手で弾き飛ばしたり、ファリドゥーンのビームサーベルを同じく素手で白刃取りしたり（しかも「熱い」で済んだ）と大活躍を見せる。最終局面では射出されたアースガルズのARMを追って自ら飛び出してその上に乗る、1000を越えるゴーレムを単身相手どるなど、常識外のアクションをやってのけている。
先代のジョニー・アップルシードとして、ベルーニ族のファルガイア入植の指揮を執った人物。だが、彼の失策と、ファルガイアと共に生きてきた人間族に対するベルーニ族の嫉妬と妬みにより、現在の歪んだ支配関係が生み出されてしまう。その後星に拒絶されてしまったバーソロミューは、己の罪を償うため強硬派の暴挙を止めるべく、天路歴程号と共に奔走する。
戴天神城 / アースガルズ (Asgard)
天路歴程号に搭載されている穏健派最強の巨大ゴーレム。自らの意思を持っており、ディーンの呼びかけに答えて戦う。強硬派からアヴリルを奪取する作戦が失敗した際、左腕をアヴリルごと射出して追っ手から逃がした。その後、射出された左腕が神々の砦に来ていたディーン達の下へと落下することで物語が始まる。
「主人公たちの窮地に自分の意志で駆けつける」「ゴーレムと戦闘する」など『1』及び『F』のオマージュ的なシーンもある。
リリティアの一件の解決後、ヴォルスング達強硬派を止めに向かうディーンに「巨人のオカリナ」と共に託され、以後は彼と共にファルガイアを駆け廻る。左腕を失っているため片腕ではあるが、その戦闘力は通常のゴーレムや魔獣を遥かにしのぐ。カポブロンコの里でのメンテナンス時、幼少期にディーンが見つけたゴーレムのネジを組み込まれており、そのためか彼との繋がりが強い。
ヨトゥンヘイムとの激闘では失われた左腕を取り戻して戦うも敗北。しかしディーンたちがヨトゥンヘイムに攻撃される直前、最後の力を振りってヨトゥンヘイムの腹部を貫き相討ちに持ち込んだ。
今までのアースガルズとは違い、右腕に大口径砲と銃剣、ミサイルを搭載したARMを装備出来る（ただしイベントのみの使用で、バトルでの使用は不可能）。また、顔面部はフェイスガードであり、下には人間型の素顔がある。

### その他の人々
トニー (Tony)
【性別：男 / 年齢：70歳 / 身長：160cm / 好き&得意：機械の設計図を眺めること、ギャグ / 嫌い&苦手：スベった空気】
カポブロンコの里に住む老人で、ディーンは「トニーじいちゃん」と呼ぶ。アースガルズの元整備士。バーソロミューがジョニー・アップルシードだった頃に推進していた、人間族に科学技術を伝えるという活動のために選抜された者達の一人。だが、ベルーニ族を理解しようとしなかったトニーは彼の元を去ってしまう。その後カポブロンコの里に流れ着く。
ルシル (Lucir)
【性別：女 / 年齢：19歳 / 身長：161cm / 好き&得意：片付いている部屋、家事全般 / 嫌い&苦手：くよくよと悩む男性】
陽恵の村ハニースデイのうさぎ追いし亭で働く、チャックの幼馴染にして想い人。元々はお互いに内心で好き合っていたが、過去にチャックが村から逃げた（ひいてはルシルからも逃げた）ことで、彼女にとってはもう終わった過去となっている。
ハニースデイでは珍しい話ではないようだが、親に売られ、トゥエールピットでRYGS邸のメイドとして奉公する事になり、ファリドゥーンと想い合うようになる。その後、ダイアナを失いチャックと同じ後ろ向きの考え方に陥っていたファリドゥーンに、「私を護りぬけば良い」と伝え心の支えとなる。
ダイアナ (Dyiana)
【性別：女 / 年齢：188歳（人間換算で70歳位） / 身長：166cm / 好き&得意：青い花、元気な子供、歴史 / 嫌い&苦手：争い事】
深窓のトゥエールピットに住む、軍人の名門RYGS家のご隠居。心優しく穏やかな性格で、バーソロミューの古い知己。孫のファリドゥーンは、その職務に忠実過ぎる悪癖からダイアナ様と呼ぶ。人間族に対して非常に寛容で、かつてのトゥエールピットで奴隷として虐げられていた人間族を見かねて、奉公制度を作ってその生活と権利を保障した。その為、ベルーニ族だけでなく人間族からも強く慕われている。
ディーン達の事をTV放送で見知っており、人間族が独立すべき時が来たとルシルに語っていた。だが、療養のためロクス・ソルスに帰還していた際に、浄罪の血涙（ダークネスティア） のエネルギー源にされ死亡する。
パステル (Pastel)
棄民街ミッシーズミアに住むストリートチルドレンの少女。年長者であるため、子供達のまとめ役的な立場になっている。ディーン達がこの街を訪れた際に披露したレベッカの曲撃ちを見て以来、彼女に対して憧れを抱くようになる。幼い頃のレベッカに似ているらしく、レベッカもなにかと気に掛けていた。

### 歴代シリーズのキャラクター
シリーズの10周年記念として、歴代シリーズの主なキャラクター達が各地に登場する。ただし本人ではなく、あくまで「よく似た別人」であり、設定や外見が本人と多少異なる。サブイベントをこなすことで、一部のキャラクターの衣装を手に入れる等が可能。

#### WA、WA:F
静かに微笑む少年渡り鳥
ロディに似た人物。各地を放浪している。どうやら人間ではないらしい。気がつかぬうちに複数の女性に好かれている。
金髪の貴族
セシリアに似た人物。ベルーニ族。Ub成分に冒され、残りの人生をファルガイアを旅して過ごしている。先祖はファルガイアと心通わせる巫女であり、氷の女王に仕えていたらしい。
足の長い渡り鳥
ザックに似た人物。カゼネズミの相棒が恋人の「チクワブ」を探して行方不明になっている。恋人がいたようだが、すでに亡くなっているようである。
ウワサの少女実業家
ジェーンに似た人物。金融会社の経営者。
初老の執事
マクダレンに似た人物。ウワサの少女実業家に付き従っている。
元・文学少女
エマに似た人物。脚本家。機械オンチ。
緑髪の逃亡者
ゼットに似た人物。怠け者で、バイト先から逃げ出した。嫌いなものは努力と根性。
草花を愛する少女
マリエルに似た人物。草花を育てている。何年も全く外見が変わらないことを、見張りのベルーニ族に不気味がられている。

#### WA2
優しげなパン屋
アシュレーに似た人物。恐妻家。彼にディーン専用の隠しコスチューム「ナインライヴス」を着た状態で話しかけると、「鬼面のパン屋」と表示され、戦意を露わにして来る。台詞の内容からすると、以前本当にロードブレイザー（に似た何か）と戦った経験があるらしい。
傘をさす魔女っ子
リルカに似た人物。テレポートオーブを用いた運送屋をしているが、失敗ばかりしている。優しげなパン屋に恋をしている。彼女とテレポートオーブを交換し、それを特定の座標で使うと隠しダンジョンに行ける。
精悍な鉄道作業員
ブラッドに似た人物。友人のビリーが作ったパズルボックスを解いてくれるよう頼んでくる。
紅の女戦士
カノンに似た人物。各地のソル・ニゲルを巡り凶祓いをしているが、最近は手に負えなくなっているらしい。
赤い瞳の受付嬢
マリアベルに似た人物。ハンターズギルドの受付嬢。吸血趣味。人間を邪険に扱うが、ベルーニ族かは不明。歴代キャラの中では唯一ストーリーに関わって来る。
大人びた目の少年
ティムに似た人物。バスカー。バッジを製作してくれる。
ちょっと色っぽいお姉さん
アナスタシアに似た人物。カルティケヤに破壊されたハウムードの復興のため、寄付を募っている。優しげなパン屋同様、「ナインライヴス」装備で話しかけると反応が変わる。とあるアイテムを渡すとアヴリルの防具と交換してくれるが、その時マリアベルらしき名前を口走る。

#### WA3
駆け出し女渡り鳥
ヴァージニアに似た人物。新米の渡り鳥であり、各地を旅している。宝石好きの友人がいる。
ギター弾きの青年
ギャロウズに似た人物。バスカーの人間。
無頼の少年
ジェットに似た人物。桃缶が好物。
マイホームパパだった男性
クライヴに似た人物。カルティケヤの襲撃の際、自宅に保管していた火薬が爆発。妻子に逃げられた。

#### WA4
リボンタイの少年
ジュードに似た人物。動物と母親の作ったシチューが大好き。見かけに似合わずARMを使える。サブイベントをこなすとディーンのARMパーツをくれるが、その名前は『4th』のシェイプシフターと同じ。
首から上だけ色男
アルノーに似た人物。リボンの女剣士と共に旅をしているが、彼女の病状が悪化しているため、現在はミラパルスに留まっている。チャックの処刑騒ぎの時は隠れていた、チキンハートの持ち主。ただし、リボンの女剣士に言い寄った男を瞬時に打ちのめしてしまうなど、腕っ節は強いようである。
リボンの女剣士
ラクウェルに似た人物。不治の病に冒されているらしい。サブイベントをこなすことで、彼女の病気を治すことも可能。前作での強さゆえに、百魔獣の王を3秒（ターン）で倒す力を持っているなどとネタにされている。
パラディエンヌ
ユウリィに似た人物。兄とはぐれてしまっている。キャロルと同じ村の出身であるが、お互い気がついていない。
チャリンコマニア
クルースニクに似た人物。愛車のハルバート（自転車）と共に魔獣を屠る男。倒した魔獣は本来ゴーレムで戦うレベルであり、戦闘力は相当なものであることがうかがえる。生き別れの妹を探している。サブイベントで挑戦状を叩きつけて来る。

## 守護獣
天のガーディアン ソラス・エムス
ファルガイアの天を揺蕩いし魔力が収束し具現化した姿。機械仕掛けの腕を持つ魔導師の姿をしている。
海のガーディアン ルカーディア
ファルガイアに存在する生命の起源である海より発せられし「生」のエネルギーが具現化した姿。海龍に乗った女性の姿をしている。
運のガーディアン チャパパンガ
ファルガイアの物理法則に支配された確率を司る「運」が具現化した姿。盗賊風の衣装をまとったケンタウロスの姿をしている。
剣のガーディアン エクイテス
ファルガイア自身が外敵より身を護るための力を具現化した姿。刃の下半身と翼を持つ女神の姿をしている。
山のガーディアン ディノギノス
ファルガイアと人間の絆を加護する力が具現化した姿。両腕に盾を携えた巨人の姿をしている。
月のガーディアン セレスドゥ
ファルガイアの闇夜にひっそりと漂う「負」のエネルギーが具現化した姿。月の船に腰かけ、弓矢を携えた女性の姿をしている。

## 用語
ARM
元来、「Aspirant's Rightful Mercilessness（未来を切り開く正義の鉄槌）」という意味だったが、本編の時代では「Ancestor's Renowned Mausoleum（偉人が残した栄華の墓場）」という意味で使われている。ただし人間の間ではARMを管理するベルーニ族に対する皮肉を込めて「Assumptive Rotten Majesty（思い上がりの腐った威厳）」と言われている。いずれにせよ、今作ではシリーズ従来の作品ほどARMは重要ではない。
ジョニー・アップルシード（リンゴの種を蒔く人）
物語のキーワードとなる人物。実はある特定の人物ではなく、その時代で人々を導く開拓者のことをこう呼んでいる。それが転じて、現在ではベルーニ族の指導者を指す。物語中では先代がバーソロミュー（艦長）、当代がアヴリル（氷の女王）、エンディングでの後継者がディーン（先駆者＝ヴァンガード）の3人が該当者となる（またはすでになっている）。一部の人間はナイトバーンのこともこう呼ぶ。
酒造郷ゴウノンには同名のお酒が製造されているが、由来は上記から。強硬派の面々が「ジョニー・アップルシード」という場合、アヴリルの事を指す。
バスカー
ベルーニ族の第三勢力。研究者の集団で、研究以外の事（権力闘争など）にはほとんど興味を示さない。ファルガイアと原住生物の研究を主な活動としており、思想的には穏健派とあまり差は無い。しかし立場的には中立派であり、強硬派も穏健派もバスカーには不可侵とされている。現在は強硬派から思想転換したエルヴィスを筆頭に、共存の道を模索している。
強硬派・穏健派（古代文明期）
古代人の強硬派と穏健派は、現在のベルーニ族の派閥とは別のもの。12000年前の古代人達は、死に瀕したファルガイアの再生を巡って二つの派閥に分かれていた。強硬派の計画が穏健派の妨害で失敗に終わった後、強硬派は新天地を求め宇宙に旅立ち、穏健派は星と共に生きその再生を行うためファルガイアに残った。その後、12000年の時を経て強硬派はベルーニ族として、穏健派は人間族として、再び共にファルガイアに住まう事になる。
惑星改造装置（TFシステム）
エンシェント・ファルガイアの時代に、死に瀕した星を蘇らす事を目的に強硬派の指導者「リリティア」により設計され造られた施設。最高出力で稼動するには当時の強硬派最高責任者の血筋を引く者の承認が必要。だが、この施設を用いた惑星改造計画は、一歩間違えれば星に止めを刺しかねないものだったため穏健派の妨害により失敗。その妨害が原因で暴走し、「次元の乱気流（ディメンショナル・タービュランス）」という災害を引き起こしてしまう。星の力を大幅に消費して停止した後、12000年に渡り封印された。
この装置を利用することにより、ファルガイアはベルーニ族が安全に居住できる環境になるが、代わりに原住生物が全て死滅するという大きすぎるリスクをはらんでいる。ファルガイア上に4箇所に分散して存在する。
ロクス・ソルス
宇宙を放浪していたベルーニ族の「母なる船（マザーコロニー）」。非常に巨大な船で、全容は不明。
内部は巨大なドーム状でファルガイアの大地を模しているが、事故により魔獣が蔓延る危険な場所と化しており、ベルーニ族はコロニーに留まる事もままならず、ファルガイアへの入植を余儀なくされている。
中央部にそびえる艦橋は「黒い箱（マザー）」と呼ばれ、ベルーニ族の執政機関が存在する。「黒い箱（マザー）」はヴォルスングの起こしたクーデターによって陥落し、以降は強硬派の本拠地となる。
<天路歴程（ピルグリム・プログレス）>号
先代「リンゴの種を蒔く人（ジョニー・アップルシード）」のバーソロミューが指揮する船。穏健派最強のゴーレム「アースガルズ」が搭載されており、ベルーニ族強硬派からは「海賊船」と呼ばれている。
Ub成分
ファルガイアに存在する抗体成分。「Unaccept Beruni 成分」の略称であり、ファルガイアの原住生命には無害だが、ベルーニ族にとっては生命に関わる有害なウイルスとなる。Ub成分に侵されることをベルーニ族は「星に拒絶された」と表現する。
浄罪の血涙（ダークネスティア）
ロクス・ソルス内部に点在する医療施設内のヒトの生命力をエネルギーにし、物理的な攻撃へと変換する「黒い箱（マザー）」の砲撃機構。エネルギー源にされたヒトは死亡し、ダイアナもこれの犠牲となった。ヴォルスングはTFシステムの動力・ヨトゥンヘイムの動力にこれを流用している。
リリティア
12000年前の古代ファルガイア人であり、強硬派の指導者。古代ファルガイア王家の者で、その絶対的な権力と冷静な判断力から「氷の女王（リリティア）」と呼ばれる。
アヴリルの内にいる本来の人格。冷徹かつ合理的な性格で、敵対者には一切の容赦をしない。しかし、12000年前の穏健派によるTFシステム稼動の妨害後に突如として方針を転換。星を改造する事から一転し星の回復を待つ方向へと計画を修正する。そして遥か未来のファルガイアに戻ってくることを前提に、他にも住める星を探すため強硬派を宇宙に送り出し、自身はその後「とあるARM」の開発、各地の遺跡への干渉やオリジナルミーディアム6機の作成など未来に対する備えを万全とし、遥か未来に帰ってくる強硬派のために自ら開発したARMと共にコールドスリープに入った。リリティアとはあくまでアヴリルの二つ名で、便宜上記憶喪失前のアヴリルの事を示す。

## 主題歌

### オープニング
「Justice to Believe」
作詞 - 水樹奈々 / 作曲・編曲 - 上松範康（Elements Garden） / 歌 - 水樹奈々
（ラストバトルでは、楽曲の中間部分にアレンジを加えた『Justice to Believe (ver.Ground Zero)』が使用されている。水樹奈々のベストアルバム『THE MUSEUM』に収録されている『Justice to Believe (MUSEUM STYLE)』は、この『ver.Ground Zero』がさらにリアレンジされたものとなっている。）

### エンディング
「Crystal Letter」
作詞 - Hibiki / 作曲 - 藤末樹 / 編曲 - 藤間仁（Elements Garden） / 歌 - 水樹奈々
（金子がサントラで誰のテーマ曲かを公言。歌詞に綴られた数々の言葉はあのニブチンには勿体無いと言わしめている）

## 関連商品

### 和書
- 攻略本：ワイルドアームズ ザ フィフスヴァンガード ザ・マスターガイド（途中までの中途半端ver)
- 攻略本：ワイルドアームズ ザ フィフスヴァンガード コンプリートガイド（完全攻略本）
- 小説：ワイルドアームズ　ザ　フィフスヴァンガード
- その他：ワイルドアームズ 10th アニバーサリーファンブック
- その他：WILD ARMS the Vth Vanguard -STORY by KAWORU KUROSAKI-（上中下１セットのシナリオ本、ゲームとは若干違うシナリオ）
- その他：ワイルドアームズ ザ フィフスヴァンガード 公式設定資料集

### 音楽

#### ORIGINAL SCORE Vol.1
CD3枚組。水樹奈々の歌う主題歌と、ゲーム前半戦のBGMを収録。初回特典には、Vol.1をVol.2収納するアートボックスが付いてきた。
| #   | タイトル                                 | 作詞 | 作曲・編曲 |
| --- | ---------------------------------------- | ---- | ---------- |
| 1.  | 「the Vth Vanguard」                     |      |            |
| 2.  | 「we need a new hero」                   |      |            |
| 3.  | 「ショベル無双と呼ばれた日には」         |      |            |
| 4.  | 「いつかまた、還るところ」               |      |            |
| 5.  | 「犬も食わない」                         |      |            |
| 6.  | 「あの空の下、広がる地平」               |      |            |
| 7.  | 「胸の撃鉄起こす時（ver.shovel）」       |      |            |
| 8.  | 「小さな一歩、大きな夢へ」               |      |            |
| 9.  | 「大切だから壊れやすくて」               |      |            |
| 10. | 「氷の女王〜あなたの笑顔が好きだった〜」 |      |            |
| 11. | 「迫撃する危機」                         |      |            |
| 12. | 「Terrible-monster Attacking Crew!」     |      |            |
| 13. | 「今はまだ、後退れない」                 |      |            |
| 14. | 「A Boy meets a Girl and ARMS」          |      |            |
| 15. | 「僕の行くべき道を」                     |      |            |
| 16. | 「Justice to Believe（ver.Beginning）」  |      |            |

| #   | タイトル                                 | 作詞 | 作曲・編曲 |
| --- | ---------------------------------------- | ---- | ---------- |
| 1.  | 「乾いた風は君に吹く」                   |      |            |
| 2.  | 「越えていくのは昨日の自分」             |      |            |
| 3.  | 「胸の撃鉄起こす時」                     |      |            |
| 4.  | 「CONDITION GREEN」                      |      |            |
| 5.  | 「落日に出会う」                         |      |            |
| 6.  | 「不安から焦燥へ」                       |      |            |
| 7.  | 「駆けて抜けるは，暗い世界」             |      |            |
| 8.  | 「追われる者につたう汗」                 |      |            |
| 9.  | 「Defence Action Squad Heroes!」         |      |            |
| 10. | 「葬送の涙雨」                           |      |            |
| 11. | 「エルヴィス PALB 3106（: Appearance）」 |      |            |
| 12. | 「エルヴィス PALB 3106（: Battle）」     |      |            |
| 13. | 「rebel assault」                        |      |            |
| 14. | 「星たちが変わらぬ火を放つように」       |      |            |
| 15. | 「なによりも，あたりまえの時間を」       |      |            |
| 16. | 「天路歴程」                             |      |            |
| 17. | 「ロクス・ソルスに落ちる影」             |      |            |

| #   | タイトル                             | 作詞 | 作曲・編曲 |
| --- | ------------------------------------ | ---- | ---------- |
| 1.  | 「明日への道は，君の後に続く」       |      |            |
| 2.  | 「「さよなら」と「こんにちは」」     |      |            |
| 3.  | 「旅先に青空を求めて」               |      |            |
| 4.  | 「世界の広さを知ってなお」           |      |            |
| 5.  | 「君の瞳には平穏と映っても」         |      |            |
| 6.  | 「錆びた傷痕」                       |      |            |
| 7.  | 「かつて，神殿と呼ばれた処」         |      |            |
| 8.  | 「氷の女王〜奏でよう悠久の竪琴で〜」 |      |            |
| 9.  | 「Emergency Sign」                   |      |            |
| 10. | 「腹づもり，言葉巧み」               |      |            |
| 11. | 「堕ちた偶像（ver.CMソング）」       |      |            |
| 12. | 「支配者たちの黄昏」                 |      |            |
| 13. | 「微笑んで示してく」                 |      |            |
| 14. | 「負けたくないのは負けられないから」 |      |            |
| 15. | 「望みをいつか希うことも忘れて」     |      |            |
| 16. | 「真紅の花，凛と咲き誇る」           |      |            |
| 17. | 「あたしの胸の内だけに」             |      |            |
| 18. | 「事実よりも知りたい真実」           |      |            |
| 19. | 「Ex. ファイル」                     |      |            |
| 20. | 「いつまでも続くパズルボックス」     |      |            |
| 21. | 「着信アリ？」                       |      |            |

#### ORIGINAL SCORE Vol.2
CD3枚組。ゲーム後半のBGMと、水樹奈々が歌うエンディングテーマを収録。
| #   | タイトル                                      | 作詞 | 作曲・編曲 |
| --- | --------------------------------------------- | ---- | ---------- |
| 1.  | 「あなたの知らない世界」                      |      |            |
| 2.  | 「堕ちた偶像 (ver.バラエティショウ)」         |      |            |
| 3.  | 「ナイトバーン・アックランド (: Appearance)」 |      |            |
| 4.  | 「ナイトバーン・アックランド (: Battle)」     |      |            |
| 5.  | 「打ちのめされて，悔しくて」                  |      |            |
| 6.  | 「隠者は心も押し隠す」                        |      |            |
| 7.  | 「あさきゆめみし」                            |      |            |
| 8.  | 「嘆きの大地を渡りゆく」                      |      |            |
| 9.  | 「降りそそぐは陽の恵み」                      |      |            |
| 10. | 「旅先に青空を求めて (ver.YAKISOBA)」         |      |            |
| 11. | 「氷の女王〜あまりにも切なくて〜」            |      |            |
| 12. | 「ゴブと五分だぜ?」                           |      |            |
| 13. | 「君は近くて，だけど遠くて」                  |      |            |
| 14. | 「ファリドゥーン RYGS 5013 (: Appearance)」   |      |            |
| 15. | 「ファリドゥーン RYGS 5013 (: Battle)」       |      |            |
| 16. | 「帰らずの山」                                |      |            |
| 17. | 「ナイトバーン・アックランド（ver. 別離）」   |      |            |
| 18. | 「ただ，往く君を見送って」                    |      |            |
| 19. | 「斜陽の街角」                                |      |            |
| 20. | 「カルティケヤ ASGX 7135 (: Appearance)」     |      |            |
| 21. | 「カルティケヤ ASGX 7135 (: Battle)」         |      |            |
| 22. | 「遠い挽歌」                                  |      |            |

| #   | タイトル                                  | 作詞 | 作曲・編曲 |
| --- | ----------------------------------------- | ---- | ---------- |
| 1.  | 「いつか君に出会う街」                    |      |            |
| 2.  | 「それでも，伝えたい事」                  |      |            |
| 3.  | 「ベルセフォネ IPCC 3927 (: Appearance)」 |      |            |
| 4.  | 「ベルセフォネ IPCC 3927 (: Battle)」     |      |            |
| 5.  | 「Golem Crash!」                          |      |            |
| 6.  | 「Dangerous Eyes」                        |      |            |
| 7.  | 「エキサイティングトリガー」              |      |            |
| 8.  | 「戴天神城」                              |      |            |
| 9.  | 「凍てつく心の奥底で」                    |      |            |
| 10. | 「彼方に暗雲，垂れ込める」                |      |            |
| 11. | 「鉄拳に滾る魂」                          |      |            |
| 12. | 「浄罪の血涙」                            |      |            |
| 13. | 「憎しみに踊るMuzzle」                    |      |            |
| 14. | 「学究の徒なればこそ」                    |      |            |
| 15. | 「死を撒く改造左腕」                      |      |            |
| 16. | 「信を貫き，義に篤く」                    |      |            |
| 17. | 「言の葉は風に想いを乗せて」              |      |            |
| 18. | 「百の魔獣を超える王」                    |      |            |

| #   | タイトル                                  | 作詞 | 作曲・編曲 |
| --- | ----------------------------------------- | ---- | ---------- |
| 1.  | 「切り札，それさえも前哨」                |      |            |
| 2.  | 「deep-seated grudge」                    |      |            |
| 3.  | 「ヴォルスング XERD 3113」                |      |            |
| 4.  | 「深く閉ざされし棘の城」                  |      |            |
| 5.  | 「春風ノ狂ウハ虎ニ似タリ」                |      |            |
| 6.  | 「瞬きほどの永遠」                        |      |            |
| 7.  | 「崩天神翼」                              |      |            |
| 8.  | 「Justice to Believe（ver.Ground Zero）」 |      |            |
| 9.  | 「March winds」                           |      |            |
| 10. | 「April showers」                         |      |            |
| 11. | 「May flowers」                           |      |            |
| 12. | 「氷の女王〜燃える黄金の鼓動〜」          |      |            |
| 13. | 「無限の明日に咲き誇ろう」                |      |            |
| 14. | 「Crystal Letter〜Ending Theme〜」        |      |            |
| 15. | 「ばとる・ないとぶれいざー」              |      |            |